# Нещипленко, Василий Дмитриевич
Василий Дмитриевич Нещи́пленко (31 января (13 февраля) 1907 — 23 апреля 1975) — советский актёр театра и кино. Лауреат Сталинской премии второй степени (1949).

## Биография
Родился 31 января (13 февраля) 1907 года в селе Верхние Чебулы Верх-Чебулинской волости Мариинского уезда Томской губернии (ныне Кемеровской области). В 1931 году окончил театральный техникум при Театре имени В. Э. Мейерхольда и стал актёром этого театра.
В 1938—1939 и 1941—1943 годах актёр МАТС; в 1943—1946 годах — в Театре-студии киноактёра и на киностудии «Мосфильм»; в 1946—1947 годах — в Театре миниатюр и Театре Дзержинского района Москвы.
В 1947 году актёр был приглашён на главную роль в туркменский фильм «Далёкая невеста», который имел большой успех у зрителей. За роль Захара в этом фильме Нещипленко получил Сталинскую премию второй степени.
В 1948—1953 годах — в МДТ имени К. С. Станиславского.
В 1953—1967 годы работал на киностудии «Мосфильм».
Скончался 23 апреля 1975 года. похоронен на кладбище в селе Ромашково (Одинцовский район, Московская область).
Жена: Нещипленко Анна Леонидовна (1901—1977)

## Фильмография
- 1941 — Два друга — Андрей Комаров, младший командир
- 1941 — Валерий Чкалов — лётчик
- 1944 — Большая земля — эвакуированный
- 1944 — Поединок — лейтенант госбезопасности
- 1945 — Небесный тихоход — капитан Сергей Кайсаров
- 1948 — Далёкая невеста — Захар Григорьевич Гарбуз
- 1954 — «Богатырь» идёт в Марто — Никита Матвеевич Лучинин, первый помощник капитана
- 1956 — Без вести пропавший — полковник
- 1957 — Удивительное воскресенье — второй пилот
- 1960 — Люди моей долины — Муров
- 1962 — Как я был самостоятельным (короткометражный) — милиционер
- 1963 — Крыса на подносе (короткометражный) — друг хозяина
- 1963 — Над пустыней небо — председатель госкомитета
- 1964 — Хоккеисты — доктор
- 1966 — По тонкому льду — Витковский

## Дубляж
- 1964 — Золотой гусь — Король (роль Ханца Шольца)